# Джордж Хоукер, Лэно
Лэно Джордж Хоукер (англ. Lanoe Hawker; 30 декабря 1890 — 23 ноября 1915 (по другим источникам 1916 год) - британский лётчик-ас Первой мировой войны, сбивший 7 самолётов.

## Биография
Лэно Джордж Хоукер родился 30  декабря 1890 года в деревне Хоумкрофт, графство Гемпшир.
В июле 1905 года он поступил в Дартмутский Морской Колледж, но вскоре был вынужден оставить обучение из-за плохого здоровья.
После окончания Колледжа, Лэно, феврале 1910 года, поступил в Королевскую Военную Академию, так как мечтал быть военным

## Гибель
23 ноября 1915 (1916) года в полдень, капитан Джон Эндрюс проводил патрулирование. Как ведомых он взял лейтенанта Роберта Сондби  и майора Лэно Хоукера.
В районе Бапома они атаковали и отогнали двое вражеских самолётов. Однако, когда англичане начали преследование, выше них появились двое немецких истребителей.
Эндрюс подал сигнал чтобы они возвращались назад. Но Хоукер проигнорировал это и атаковал два самолёта, которые уже убегали. Но в атаку пошли два самолёта сверху. Один из них зашёл в хвост Хоукеру. Тут же Эндрюс пошёл на помощь, хотя его и самого уже стал преследовать второй немец.
В свою очередь, Сондби стал спасать Эндрюса, у которого уже был повреждён двигатель.Лейтенант Сондби вскоре решил что уже сбил свой преследуемый самолёт.
В своём рапорте, который был написан по возвращении на базу, он написал, что видел Хоукера в последний раз в бою с красным трипланом.
Рихтгофен, в своих мемуарах, упоминает как сбил Хоукера:
Майор Хокер
Я был чрезвычайно горд, когда в один прекрасный день мне сообщили, что лётчик, которого я сбил 23 ноября 1916 года, был, что называется, английским Иммельманом.
По характеру боя мне было ясно, что я сбиваю первоклассного лётчика.
Однажды в беспечном настроении я отправился на охоту, как вдруг заметил троих англичан, которые, видимо, тоже вышли поохотиться. Они заинтересовались мной. Поскольку мне хотелось подраться, я не стал разочаровывать их.
Я летел на меньшей высоте, выжидая, когда один из моих английских «друзей» попытается свалиться на меня сверху. Очень скоро он спланировал, желая сбить меня сзади. После пяти выстрелов ему пришлось прекратить стрельбу, так как я резко повернул и отклонился от курса.
Англичанин пытался настигнуть меня с тыла, в то время как я старался зайти ему в хвост. Таким образом мы кружили, как сумасшедшие, один за другим на высоте примерно 3 тысячи метров.
Сначала мы сделали двадцать кругов влево, затем тридцать кругов вправо. Каждый старался зайти сзади и сверху.
Я быстро понял, что имею дело не с новичком. У него не было ни малейшего намерения прекратить бой. Он летел в «коробке», которая прекрасно маневрировала. Однако моя «упаковка» была лучше при наборе высоты. Наконец мне удалось зайти сверху в хвост моему английскому «партнёру по вальсу».
Когда мы спустились на высоту 2 тысячи метров, ничего не добившись, моему противнику следовало бы понять, что ему пора убираться восвояси. Ветер дул в благоприятном для меня направлении, всё более приближая нас к немецким позициям. Наконец мы оказались над Бапомом, примерно в полумиле от линии расположения немецких войск. Парень был полон отваги, и, когда мы опустились на высоту около 3 тысяч метров, весело помахал мне рукой, словно спрашивая: «Ну, как дела?»
Круги, которые мы описывали, гоняясь друг за другом, были такими маленькими, что составляли в диаметре, вероятно, не более 100 метров. У меня было время хорошенько рассмотреть своего противника. Я видел каждый поворот его головы. Если бы на нём не было шлема, то была бы видна и мимика.
Мой англичанин был хорошим охотником, но постепенно ситуация становилась всё опаснее для него. Ему надо было решить, что делать: приземлиться на немецкой земле или вернуться в расположение английских войск. Конечно, он пытался сделать последнее, прилагая тщетные усилия спастись от меня, делая петли и тому подобные фокусы. В это время его первые пули пролетели близко от меня, до сих пор ни один из нас не мог стрелять.
Снизившись до 100 метров, он предпринял попытку уйти от меня и полетел зигзагообразно, чтобы затруднить обстрел с земли. Это был самый благоприятный момент для меня. Я преследовал его на высоте 50 – 80 метров, всё время стреляя. Англичанин просто не мог не упасть, но мой пулемёт вдруг заклинило, и это чуть не лишило меня победы.

Я поразил противника выстрелом в голову в 50 метрах от линии расположения наших войск. Его пулемёт выкопали из земли, и теперь он украшает вход в моё жильё.

## Победы
| ╧ | дата                            | время | самолёт противника             | место боя / падения       | самолёт Хоукера     |
| - | ------------------------------- | ----- | ------------------------------ | ------------------------- | ------------------- |
| 1 | 26 апреля 1915                  | 16:00 | Aviatik D.I                    | Зоннебеке                 | B.E.2c              |
| 2 | 20 июня (Возможно 21 июня) 1915 | 19:45 | двухместный DFW (возможно LVG) | юго-восточнее Поелкапелле | Bristol F.2 Fighter |
| 3 | 25 июля 1915                    | 18:20 | Albatros                       | лес Хаутхулст             | Bristol F.2 Fighter |
| 4 | 25 июля 1915                    | 19:00 | Albatros                       | Хоге                      | Bristol F.2 Fighter |
| 5 | 2 августа 1915                  | 8:00  | двухместный самолёт Albatros   | Вульвергхем               | F.E.2a              |
| 6 | 11 августа 1915                 | 6:45  | Aviatik D.I                    | Хоузем                    | F.E.2a              |
| 7 | 11 августа 1915                 | 7:15  | Моноплан-скаут                 | между Лиллем и Рубе       | F.E.2a              |
| 8 | 7 сентября 1915                 | утро  | 1-местный биплан               | Биксшуте                  | Bristol F.2 Fighter |

## Награды
- Крест Виктории
- Орден за выдающиеся заслуги